# Bateria de São Boaventura
A Bateria de São Boaventura localizava-se à beira-rio, na cidade de Belém, no estado do Pará, no Brasil.

## História
Pouco conhecida em termos de historiografia em história das fortificações brasileiras, esta bateria foi erguida por iniciativa do governador e capitão-general Francisco Maurício de Sousa Coutinho que foi  governador da capitania do Grão-Pará, de 1790 a 1803 , por temor de represálias francesas à atuação de Portugal ao lado da Grã-Bretanha no contexto de guerra na Europa. (OLIVEIRA, 1968:748)
Situava-se entre a Bateria do Carmo e a do Arsenal, no muro do Convento de São Boaventura, de acordo com Isa Adonias e Ferreira Reis. Como a bateria do Carmo, erguida na mesma época, teve existência efêmera, já se encontrando desaparecida nos primeiros anos do século XIX. (OLIVEIRA, 1968:748)